# 楊多默

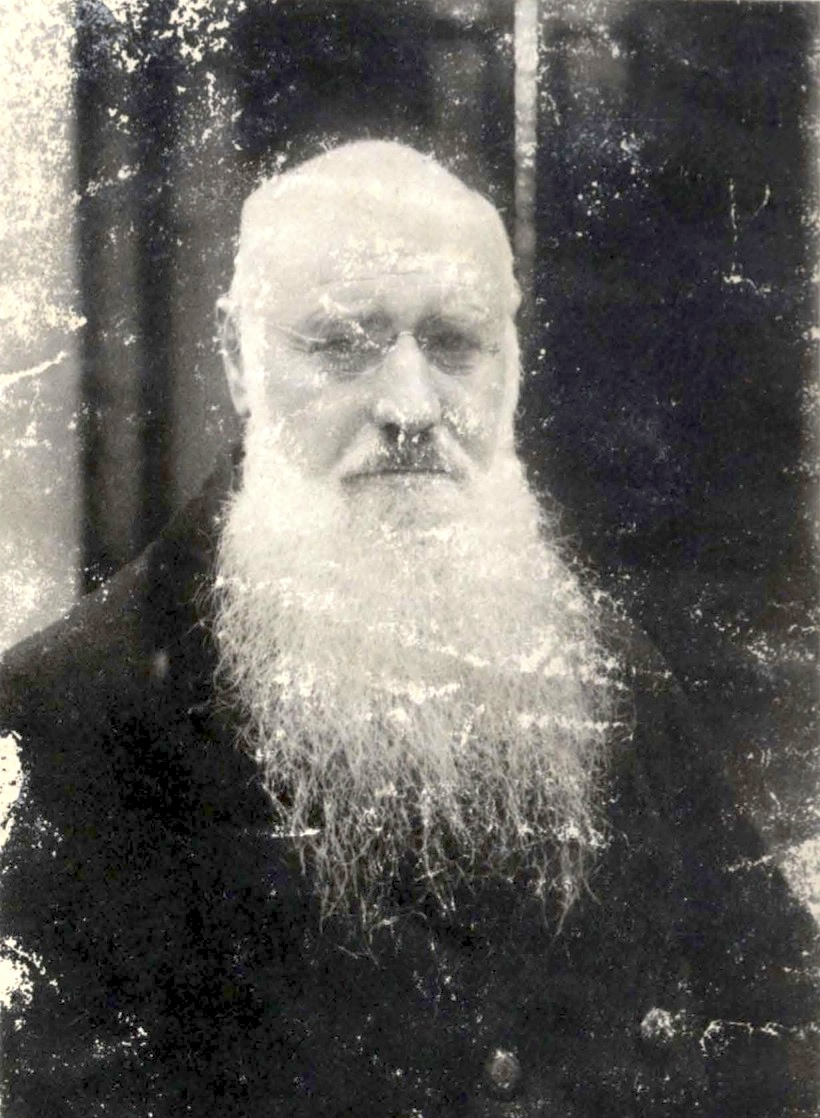
楊多默

杨多默（西班牙語：Fr. Thomas de la Hoz, O.P.，1879年12月31日—1949年1月6日），多明我会会士，生于西班牙，1903年7月6日晋铎，1921年7月27日任命为台灣監牧區監牧（當時也稱「台灣教區長」），1932年任日本高松教区署理，1941年又重回台灣擔任監牧，1949年逝世於台灣。